# Уиллоуби, Уильям, 11-й барон Уиллоуби де Эрзби
Уильям де Уиллоуби (англ. William de Willoughby; 1482 — 19 октября 1526) — английский аристократ, 11-й барон Уиллоуби де Эрзби с 1499 года, рыцарь Бани.

## Биография
Уильям де Уиллоуби был старшим сыном Кристофера де Уиллоуби, 10-го барона Уиллоуби де Эрзби, и его жены Маргарет Дженни. Он унаследовал земли и титул отца в 1499 году и в результате стал крупнейшим землевладельцем Линкольншира. В 1501 году Уильям стал рыцарем Бани.
Лорд Уильям был женат дважды. Первая супруга, Мэри Хасси, дочь сэра Уильяма Хасси и Элизабет Беркли, умерла бездетной; тогда Уиллоуби женился во второй раз, на Марии де Салинас (испанской фрейлине Екатерины Арагонской). Этот брак был заключён 5 июня 1516 года, и по такому случаю король Генрих VIII подарил новобрачным замок Гристорп.
Вторая жена родила Уильяму дочь, Кэтрин, которая стала его единственной наследницей и женой сначала Чарльза Брэндона, 1-го герцога Саффолка, а потом Ричарда Берти.